# Roberto Moya (atleta)
Roberto Moya (La Habana, Cuba, 11 de febrero de 1965 - Valencia, España; 21 de mayo de 2020) fue un atleta cubano, nacionalizado español, especializado en la prueba de lanzamiento de disco en la que fue medallista de bronce olímpico en 1992.
Falleció a los cincuenta y cinco años, el 21 de mayo de 2020 en Valencia (España). Se desconocen las causas del deceso.

## Carrera deportiva
En los JJ. OO. de Barcelona 1992 ganó la medalla de bronce en el lanzamiento de disco, llegando hasta los 64.12 metros, tras el lituano Romas Ubartas (oro con 65.12 metros) y el alemán Jürgen Schult (plata).